# 梅桑日 (科多尔省)
梅桑日（法語：Messanges，法語發音：[mesɑ̃ʒ]）是法国科多尔省的一个市镇，属于第戎区。

## 地理
梅桑日（47°9'44"N, 4°52'21"E）面积3.05 平方千米，位于法国勃艮第-弗朗什-孔泰大區科多尔省，该省份为法国中东部省份，北起奥布省，西接涅夫勒省和约讷省，南至索恩-卢瓦尔省，东南接汝拉省，东临上索恩省，东北部与上马恩省接壤。
与梅桑日接壤的市镇（或旧市镇、城区）包括：莱唐韦尔日、默耶、瑟格鲁瓦、贝维、舍瓦讷、科隆日莱贝维、屈尔蒂勒韦尔日。

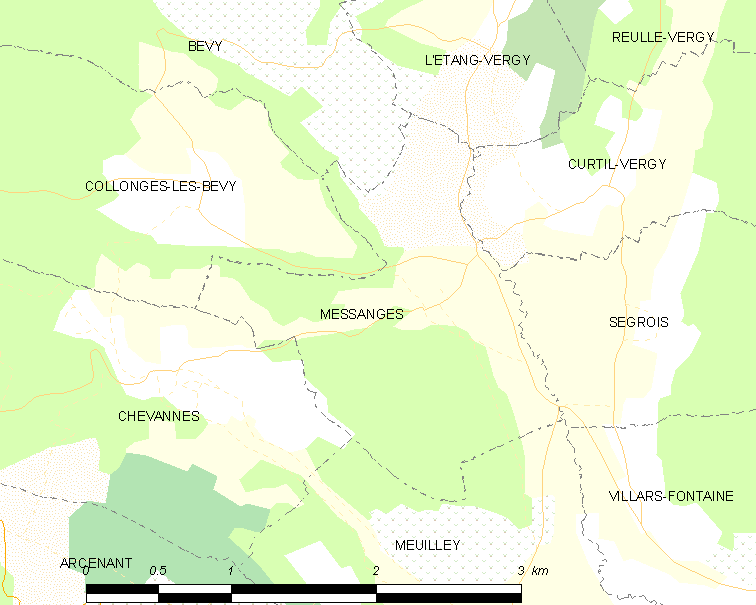
的OSM定位图

梅桑日的时区为UTC+01:00、UTC+02:00（夏令时）。

## 行政
梅桑日的邮政编码为21220，INSEE市镇编码为21407。

## 政治
梅桑日所属的省级选区为隆维县。

## 人口

1962-2008年间人口变化图示

梅桑日于2022年1月1日时的人口数量为248人。